# Repubblica partigiana della Val Taro
La Repubblica partigiana della Val Taro è uno dei territori liberi costituiti a nord della linea Gotica. Capoluogo del territorio fu il piccolo centro di Compiano, sede del Comando Divisione Nuova Italia e centro coordinatore delle brigate partigiane operanti nella valle e della civica amministrazione del Territorio libero del Taro. L'esperienza ebbe luogo tra il giugno e il luglio del 1944.

## Prima della Repubblica
Già prima del 15 giugno, giorno in cui avvenne la liberazione di Borgotaro, nel periodo tra il 7 e il 15 giugno 1944, molti presidi nemici erano caduti nelle mani dei partigiani oppure erano stai abbandonati dai fascisti. Ad esempio il presidio di Ghiare di Berceto era già stato abbandonato senza che venisse attaccato dalle forze partigiane, mentre i repubblichini si erano allontanati perché colpiti dal fuoco nemico dal Passo del Bocco. Allo stesso modo il 10 giugno una corriera piena di militi fascisti si trovò a transitare per Pontolo quando venne assalita: i morti furono 13, mentre furono 6 i feriti e i prigionieri. I partigiani si occuparono anche di chiudere le vie di accesso alla vallata, facendo deragliare un treno sotto la galleria del Borgallo (tra Borgotaro e Pontremoli), facendo saltare strade e ponti ed occupando i principali passi.

## Nasce la Repubblica
Il Territorio libero della Val Taro nacque ufficialmente il 15 giugno. Nella notte tra il 14 e il 15 giugno Borgotaro fu abbandonata dalle truppe fasciste mentre il giorno dopo, il 15 giugno, con un atto fortemente simbolico, i partigiani sfilarono per le vie del paese e si portarono nei pressi del monumento ai caduti dove presentarono le armi. Si trattò della liberazione di un territorio di circa 2500 chilometri quadrati nelle retrovie dell'esercito tedesco e in una zona di vitale importanza per i collegamenti da e per il fronte. In tutto la zona comprendeva ben dieci comuni, circa un quinto rispetto al totale dei comuni parmensi, e una popolazione di 43 000 abitanti. Dati che non possono che sottolineare l'importanza dell'operazione. Già il 15 i comandanti delle varie brigate si incontrarono nel Municipio decidendo un'azione comune allo scopo di liberare tutto il territorio della Val Taro dai presidi e di difenderlo. Si decise anche la creazione di uno stato democratico usufruendo del campo di aviazione di Borgotaro quale base per i rifornimenti alleati. In precedenza, il 5 giugno, a Caffaraccia era avvenuto un incontro tra uomini della 12ª Brigata Garibaldi e rappresentanti delle due Brigate Julia ma si era concluso con un nulla di fatto: le Brigate Garibaldi scelsero a quel punto di liberare la Val Ceno da sole sperando di spingere all'azione gli altri gruppi, come poi effettivamente avvenne.
Come capitale del territorio venne scelto non Borgotaro, il centro più importante ma anche più difficile da difendere, ma Compiano, località non continuamente sotto attacco ma allo stesso tempo situata in posizione assai centrale. I confini del territorio erano infatti pressappoco costituiti dal passo del Bocco, dal Passo di Centocroci, dal Molinatico e dalla Val Manubiola, e dalla bassa Val Taro verso Fornovo. La scelta avvenne intorno al 20 giugno 1944 e venne compiuta dal colonnello Lucidi (colonnello Pietro Laviani, inviato in zona dagli alleati). Come ospedale per partigiani e tedeschi feriti venne scelta la casa di riposo del paese mentre il Municipio divenne sede del comando, alloggio dei partigiani e sede delle prigioni. Sindaco fu nominato Amleto Fulchiati, che di fatto amministrò il paese. Anche negli altri comuni all'interno del territorio libero la popolazione fu chiamata ad eleggere sindaci. A Bardi, comune liberato con un'azione della 12ª Brigata Garibaldi già prima, per la precisione il giorno 11 giugno, fu eletto sindaco Giuseppe Lumia. Nel territorio liberato circolò dal 13 luglio anche un giornale denominato «La Nuova Italia», avente come sottotitolo «giornale del Territorio libero del Taro».

## La battaglia della Val Manubiola
La battaglia più importante tra le svariate combattute in quei giorni per difendere il territorio liberato fu quella del 30 giugno. Una colonna della Feldgendarmerie tedesca composta da più di 150 uomini e 12 automezzi proveniente da Berceto giunse alla periferia di Borgotaro e qui venne attaccata da una pattuglia dei partigiani. I tedeschi decisero a quel punto di tornare indietro con alcuni civili come ostaggi. I partigiani reagirono facendo giungere nel luogo diversi distaccamenti approfittando delle difficoltà che incontravano i tedeschi nell'attraversare il Manubiola dopo che i partigiani avevano fatto saltare il ponte. L'attacco avvenne in località Ponte del Diavolo, sulla strada per Berceto. Dopo un combattimento durato circa due ore il nemico fu costretto alla resa. I tedeschi contarono 14 morti e dieci feriti mentre furono fatti 80 prigionieri e conquistata una discreta quantità di armi.

## La fine
Dal 7 luglio in poi l'iniziativa militare tornò saldamente nelle mani dei tedeschi, fino al 15 luglio, quando il territorio cadde nelle mani degli occupanti. Le colonne tedesche attaccarono la zona provenendo da Parma, da Varano Melegari, dal passo del Bocco, dal Centocroci, dal Bratello, da Berceto, passando anche attraverso sentieri e mulattiere. Alle 17 del 15 luglio a Borgotaro Monsignor Boiardi andò incontro alla prima colonna tedesca sventolando un fazzoletto bianco. Molti civili furono uccisi nei giorni successivi.